# The News & Observer
The News & Observer è un quotidiano regionale statunitense che serve la zona del cosiddetto Research Triangle della Carolina del Nord, che comprende Raleigh, Durham, Cary e Chapel Hill.

## Descrizione
The News & Observer ha la sede a Raleigh. Il giornale è il più grande in circolazione nello stato (il secondo è il Charlotte Observer). Il giornale ha ricevuto tre premi Pulitzer, il più recente dei quali è stato nel 1996 per un'inchiesta sulla salute e l'impatto ambientale della fiorente industria dei suini della Carolina del Nord.
Il giornale è stato uno dei primi al mondo a lanciare una versione online della pubblicazione, Nando.net nel 1994. Il suo immediato predecessore, Nando, era stato creato infatti nel 1993 come servizio di notizie e provider di servizi Internet.